# Sirius Black
Pour les articles homonymes, voir Sirius (homonymie), Sirius B et Black.
Sirius Black, surnommé Patmol (Padfoot en anglais) ou encore Sniffle, est un personnage de la saga Harry Potter, écrite par J. K. Rowling.
Il est principalement connu pour être le parrain de Harry Potter. Avec James Potter, Remus Lupin et Peter Pettigrow, il a formé durant sa scolarité à Poudlard le groupe des Maraudeurs. En opposition à sa famille, Sirius réprouve très tôt la suprématie des « sang-pur » et l'usage de la magie noire. 
Black se retrouve à tort condamné pour le meurtre de douze Moldus, de Peter Pettigrow, et pour avoir trahi Lily et James Potter en 1981. Il devient plus tard le premier évadé connu de la prison d'Azkaban. Son évasion et son histoire constituent l'intrigue principale du troisième roman, Harry Potter et le Prisonnier d'Azkaban, dans lequel son personnage fait sa première apparition — il est néanmoins cité dans le premier chapitre du premier livre par Hagrid.
Sirius Black est interprété au cinéma par Gary Oldman (adulte), James Walter (à 17 ans) et Rohan Gotobed (enfant).

## Histoire

### AvantHarry Potter

#### Jeunesse

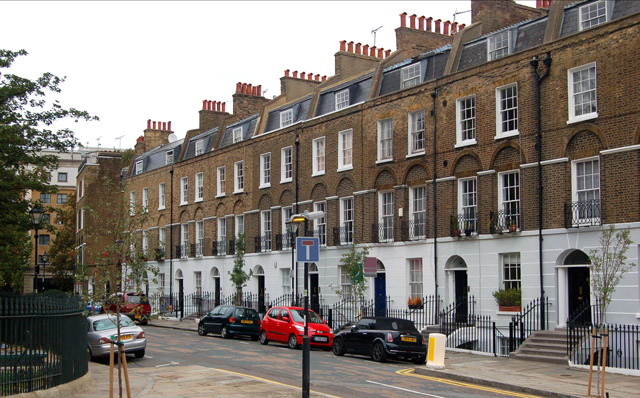
Claremont square, Islington (le 12, square Grimmaurd dans les films).

Sirius Black naît le 3 novembre 1959 ou 1960 d’Orion et de Walburga Black. Il est l’aîné de deux fils, son frère cadet se nommant Regulus. Jusqu’à ce qu’il intègre Poudlard, il grandit dans la « noble et très ancienne maison des Black », au 12, square Grimmaurd, à Londres.
Très vite, Sirius ne partage pas les opinions de sa famille, une vieille lignée de sorciers de sang-pur qui, sans être des mangemorts, se montrent globalement en accord avec les idées de Voldemort. Le frère de Sirius, Regulus, se trouvait favorisé par ses parents du fait qu'il partageait leurs idées. À Poudlard, Sirius est le seul de la famille à appartenir à la maison Gryffondor, tous les autres membres ayant appartenu à la maison Serpentard.

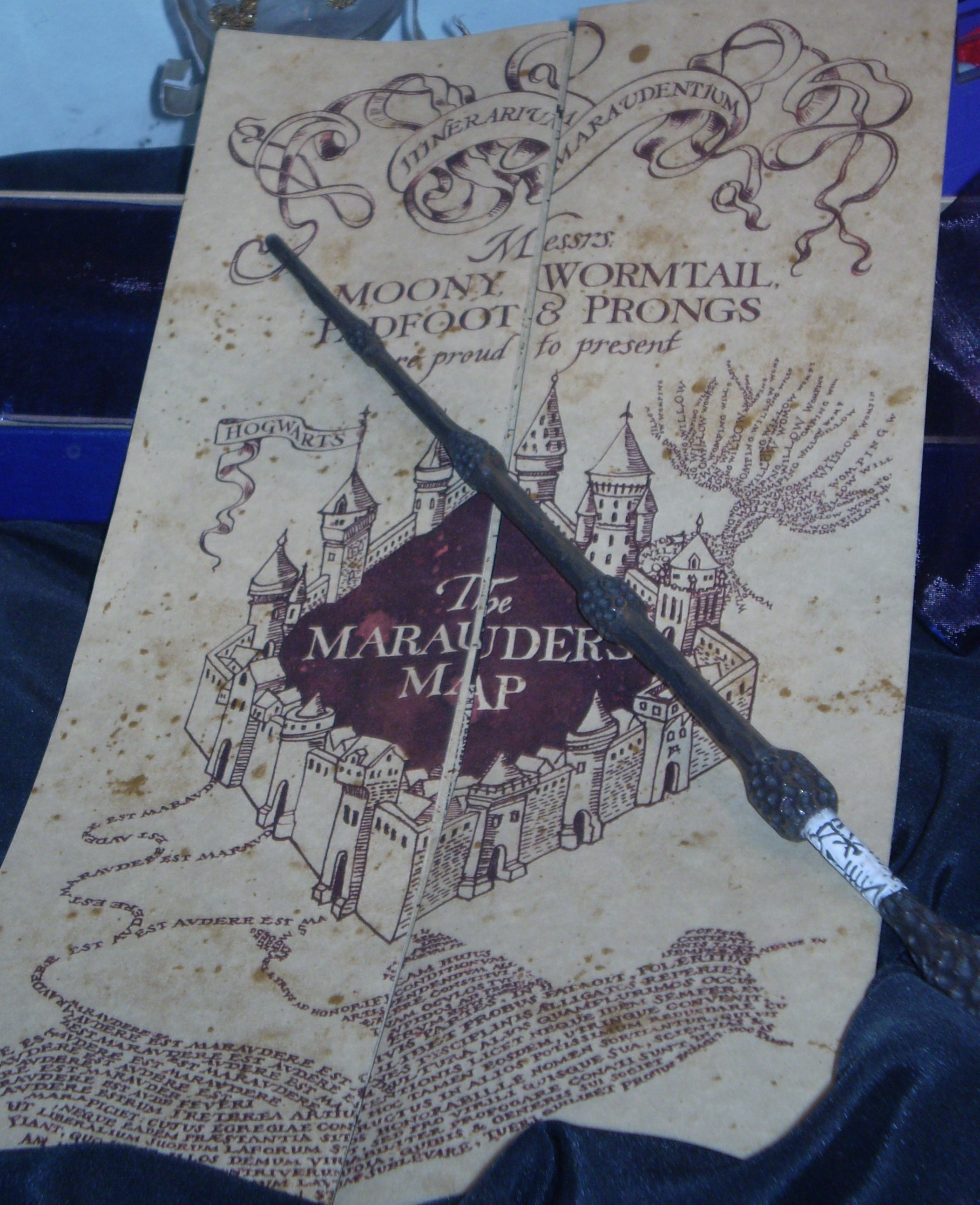
La carte du Maraudeur.

Sirius est le meilleur ami de James Potter. Avec Remus Lupin et Peter Pettigrow, les quatre amis forment le groupe des Maraudeurs lors de leur scolarité à Poudlard. En parallèle, Sirius, James et Peter apprennent à devenir des Animagi en cinquième année, sans se déclarer, pour tenir compagnie sans risque à Remus se transformant à chaque pleine lune en Loup-garou. Dès lors, Sirius a la capacité de prendre l'apparence d'un grand chien noir (James d'un cerf et Peter d'un rat). Ils se choisissent des surnoms en lien avec leur métamorphose : « Patmol » pour Sirius, « Cornedrue » pour James, « Lunard » pour Remus et « Queudver » pour Peter. Les quatre amis profitent de leurs escapades nocturnes pour établir une carte complète de l'école — la carte du maraudeur — grâce à la cape d'invisibilité de James. Ils ensorcellent le vieux parchemin avec un sortilège d'Homonculus, permettant à son utilisateur de suivre les déplacements de chaque personne présente dans le château. Sirius et James, qui se disent eux-mêmes « spécialistes en assistance aux maniganceurs de mauvais coups » sont très populaires auprès des autres élèves, comme auprès des adultes (ils font beaucoup rire Madame Rosmerta, la serveuse des Trois Balais) et ils sont aussi très brillants dans leurs études. Ils se montrent parfois assez hautains et arrogants, surtout avec le très sérieux et fouineur Severus Rogue, également élève à Poudlard dans leur année d'étude, qu'ils affublent du sobriquet « Servilus » et qu'ils harcèlent, au grand agacement de Lily Evans. En effet, Rogue, persuadé que James et Sirius cachent des choses, rôde sans arrêt autour d'eux dans l'espoir d'obtenir une preuve de leurs manigances et de les faire renvoyer de l’école. Les Maraudeurs ajoutent sur leur carte un enchantement visant à insulter Rogue et à l'empêcher de l'utiliser. 
À 16 ans, Sirius s’enfuit de la maison familiale qu’il déteste pour aller vivre chez les parents de James durant un an, puis habiter sa propre maison qu'il peut acquérir grâce à une grande quantité de gallions légués par son oncle Alphard. Sa mère Walburga ne lui pardonne pas cet abandon et le renie de la famille. 
La même année, lorsque Rogue le provoque, Sirius a l'idée de lui donner une leçon en l'incitant à se rendre dans la cabane hurlante lors d'une des transformations de Lupin. James arrive juste à temps pour sauver Rogue. Sirius entretient une haine viscérale vis-à-vis de Rogue, qu'il conservera à l'âge adulte. 
La carte est confisquée aux Maraudeurs en 1977 ou 1978 par Argus Rusard, durant leur dernière année à Poudlard. Sirius, James et Remus abandonnent l'idée de la retrouver, se concentrant davantage sur les événements qui ont lieu à l'extérieur de Poudlard, alors que Voldemort commence à faire parler de lui et à affirmer son pouvoir meurtrier. L'existence de la carte fut oubliée durant de longues années, jusqu'à ce que Fred et George la récupèrent, parviennent à s'en servir et l'offrent à Harry en 1993.
Les Maraudeurs et Lily Evans passent leurs ASPIC avec succès et quittent Poudlard en juin 1978. James épouse Lily en 1979 et Sirius, à 19 ans, est leur témoin. L'année suivante naît Harry, dont il devient le parrain.

#### Gardien du secret des Potter
La guerre contre Voldemort s'entame véritablement. Les Maraudeurs et Lily appartiennent dorénavant à l’Ordre du Phénix. La famille Potter est en danger car Voldemort découvre une prophétie selon laquelle leur fils, Harry, pourrait menacer son pouvoir. Ils se confinent chez eux à Godric's Hollow grâce au sortilège de Fidelitas et font de Sirius Black leur gardien du secret. Par conséquent, il est le seul à connaître leur emplacement. Durant l'année, alors que James s’ennuie à Godric's Hollow, Sirius reçoit une lettre de Lily lui disant que Harry apprécie beaucoup le balai-jouet qu'il lui a offert pour son premier anniversaire. Sirius, qui trouve l’idée d'être le gardien du secret trop évidente pour Voldemort, convainc James et Lily de choisir Peter à sa place. De son côté, Dumbledore a déjà quelques soupçons et pense qu'un proche des Potter informe régulièrement Voldemort de leurs déplacements. Peter, ayant effectivement rejoint par crainte les rangs de Voldemort, dévoile à ce dernier la cachette de James et Lily, ce qui provoque leur perte.
Sirius, en passant chez Peter pour vérifier qu’il est en sécurité, se rend compte que sa cachette est vide et comprend ce qui se trame. Il s’envole alors pour Godric’s Hollow sur sa moto volante et découvre les cadavres de James et de Lily, près du bébé qui a miraculeusement survécu à l'attaque. Profondément anéanti, Sirius souhaite néanmoins emmener son filleul avec lui, mais Hagrid, suivant les instructions de Dumbledore, l'emporte sur la moto de Sirius. Celui-ci part alors à la poursuite de Peter, décidé à lui faire rendre des comptes. Il le coince dans une rue pleine de témoins moldus. Peter crie que Sirius a trahi James et Lily. Il provoque une explosion (tuant une douzaine de Moldus présents), se coupe un doigt qu'il laisse sur place, puis disparaît par les égouts, sous sa forme de rat. Sirius craque devant un tel machiavélisme et se met à rire, profondément choqué (ce que Cornelius Fudge, alors directeur du département des accidents et catastrophes magiques présent sur les lieux, interpréta comme une preuve de sa cruauté). Il est arrêté sans résistance, puis enfermé à la prison d'Azkaban par Barty Croupton Sr. sans procès au préalable, pour avoir trahi le secret de James et Lily et pour le meurtre des Moldus et de Peter Pettigrow.

### DansHarry Potter

#### Évasion d'Azkaban

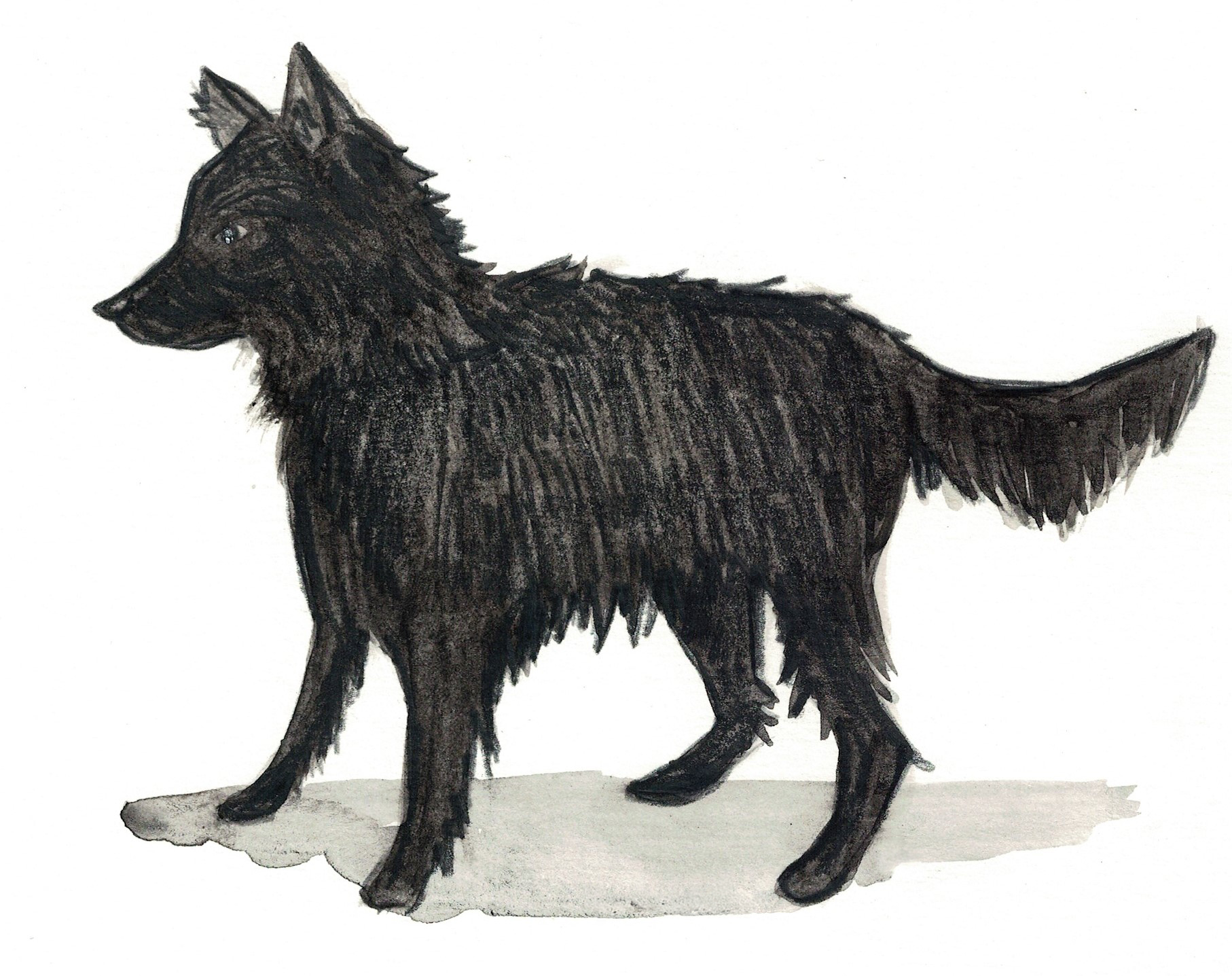
Interprétation possible de la forme Animagus de Sirius Black, au fusain et aquarelle.

Sa capacité à se transformer en chien aide Sirius à demeurer sain d'esprit durant son incarcération et à échapper à la méfiance des Détraqueurs. Durant l'été 1993, Sirius demande à Cornelius Fudge son exemplaire du journal La Gazette du Sorcier lors de sa visite d’inspection, puis tombe sur un article mentionnant le voyage des Weasley en Égypte. Il reconnaît sur la photographie Peter Pettigrow sous sa forme de rat. Il apprend également que le garçon propriétaire du rat entamera sa troisième année à Poudlard, tout comme son filleul. Motivé par la pensée de revoir Harry et d’être le seul à connaître le danger qui le menace, Sirius se transforme en chien et parvient, aminci par des années de malnutrition, à passer à travers les grilles successives de la prison. Il rejoint ensuite la côte la plus proche à la nage. Avant de se rendre à Poudlard, il fait un détour par le Surrey au mois d'août pour apercevoir Harry à Privet Drive sous sa forme de chien. En parallèle, Remus Lupin, son ami d'enfance, se fait engager à Poudlard en tant que professeur de défense contre les forces du mal devenant ainsi par la même occasion, confident et professeur préféré de Harry.
Sirius se réfugie une majeure partie de l’année dans la forêt interdite de Poudlard et assiste discrètement aux matchs de Quidditch de Harry. Il s’introduit également à deux reprises dans le château pour tenter de mettre la main sur Peter. La première fois, le jour de Halloween, il déchire le tableau de la Grosse Dame qui refuse de le laisser entrer dans la salle commune de Gryffondor sans mot de passe. La seconde fois, il parvient à obtenir le mot de passe de la salle commune grâce au chat d'Hermione, qui récupère pour lui la liste de codes posée sur la table de chevet de Neville Londubat. Sirius entre dans le dortoir et lacère les rideaux du lit de Ron avec un couteau, sans parvenir à mettre la main sur le rat. Lupin se voit soupçonné ouvertement par Severus Rogue d'avoir aidé son ancien ami à entrer dans l'école, alors que Lupin, de son côté, croit encore à la culpabilité de Sirius et au fait qu'il puisse représenter un danger pour Harry.
Lorsque le balai de Harry est réduit en miettes à la suite d'un match de Quidditch, Sirius lui offre de manière anonyme un nouveau balai plus prestigieux encore : un Éclair de Feu.

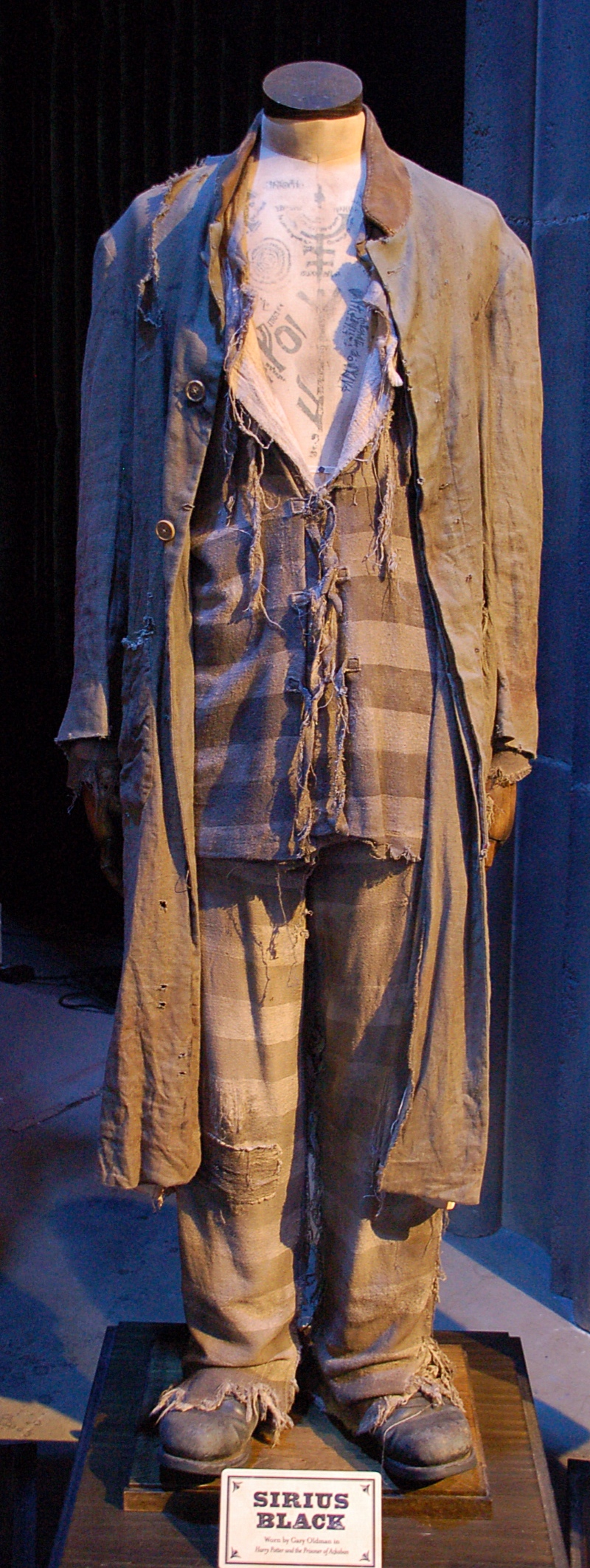
Costume de Sirius Black à sa sortie d'Azkaban dans le troisième film (studios Harry Potter).

À la fin de l'année scolaire, Sirius parvient à attraper Ron — tenant Croûtard — et à attirer par conséquent Harry et Hermione à l'écart du château jusqu'à la Cabane hurlante. Il leur explique ce qu'il s’est réellement passé douze ans plus tôt. Remus Lupin, guidé par la carte du Maraudeur qu'il a confisqué à Harry peu de temps avant, vient les retrouver et étreint Sirius sous leurs yeux incrédules. En effet, Lupin, qui a pu voir le nom de Peter Pettigrow sur la carte, comprend alors la supercherie. Harry, croyant toujours Sirius responsable de la mort de ses parents, refuse de croire que le rat de Ron est la forme animagus de Peter Pettigrow, malgré les tentatives de Lupin pour le convaincre. Le groupe est interrompu par l'arrivée de Severus Rogue, guidé par la carte du Maraudeur que Lupin, dans la précipitation, a laissé lisible sur son bureau. Harry, Hermione et Ron neutralisent Rogue d'une même voix par un sortilège. Sirius et Remus rendent alors sa forme humaine à Peter et Harry admet la vérité.
Harry empêche Sirius et Lupin de tuer Pettigrow et décide de le livrer aux Détraqueurs. Sur le chemin les menant au château, Sirius propose à Harry de venir habiter chez lui et Harry est très enthousiaste à la perspective de quitter enfin les Dursley. Cependant, Remus n’ayant pas pris sa potion Tue-Loup, se transforme en loup-garou la même nuit. Sirius ordonne à Harry et Hermione de fuir et tente, sous sa forme de chien, d'éloigner Remus du groupe. Dans la confusion, Pettigrow parvient une nouvelle fois à se transformer en rat et à s’enfuir. Sirius perd donc toute chance de réhabilitation. 
Sirius, Harry et Hermione sont attaqués par des Détraqueurs et perdent connaissance. Severus Rogue les ramène au château et fait enfermer Sirius en attendant qu'il soit jugé. Grâce au Retourneur de temps d’Hermione, Sirius est sauvé et prend la fuite sur le dos de l’hippogriffe Buck, que son filleul et Hermione sont également parvenus à libérer.

#### Reformation de l'Ordre
L'année suivante, alors qu'il est toujours recherché par le ministère de la Magie, Sirius se cache dans une région tropicale, loin des Détraqueurs. Il correspond régulièrement avec Dumbledore et avec son filleul, et conseille ce dernier dans ses décisions. Lorsque Sirius apprend que la cicatrice de Harry est douloureuse, il décide de se rapprocher de Poudlard. Il se cache donc avec Buck dans une caverne près de Pré-au-Lard et échange régulièrement des informations avec Harry par lettres ou par le réseau de cheminées au sujet d'Igor Karkaroff ou de la disparition suspecte de Bertha Jorkins, employée du ministère de la Magie, que Sirius pense capturée par Voldemort afin d'obtenir des informations sur le déroulement du tournoi des Trois Sorciers à Poudlard.
Après la renaissance de Voldemort, Sirius, avec l'autorisation de Dumbledore, est présent auprès de Harry à l’infirmerie de Poudlard et veille sur lui sous sa forme de chien. Il quitte ensuite Harry pour aller chez Remus Lupin et contacter les anciens membres de l’Ordre du Phénix selon le vœu de Dumbledore, pour reformer l'organisation.
Sirius met à disposition de l’Ordre sa maison familiale du 12 Square Grimmaurd pour qu’elle en devienne le quartier général. Sirius doit rester cloîtré dans cette maison qu’il déteste, sa tête étant mise à prix et les Mangemorts connaissant son aspect animal grâce à Peter. Il garde contact avec Harry le plus souvent possible au moyen de lettres ou d'apparitions nocturnes dans la cheminée de la salle commune de Gryffondor, mais il manquera de se faire capturer par Dolores Ombrage, nouveau professeur de défense contre les forces du mal, qui surveille tous les feux de Poudlard. Sirius, qui refuse de laisser Harry dans l'ignorance des plans de Voldemort, le met dans la confidence des décisions de l'Ordre, et soutient l'initiative d'Hermione avec la création de l'armée de Dumbledore. Molly Weasley lui reproche de voir à travers Harry l'image qu'il a conservé de James, au lieu de le considérer comme son filleul, âgé seulement de 15 ans.

#### Mort au ministère de la Magie
Voldemort envoie à Harry une fausse vision selon laquelle Sirius est son prisonnier au Ministère de la Magie. Il s’agit d’une ruse pour prendre possession de la prophétie, Voldemort ayant besoin de Harry pour l’obtenir. Le 17 juin 1996, grâce à Severus Rogue qui donne l’alerte à la suite du départ de Harry pour le ministère, les membres de l’Ordre du Phénix, dont Sirius, viennent le plus vite possible au secours de Harry et de ses amis à Londres. À l’écart de la bataille qui s’ensuit dans la Salle de la Mort du département des mystères, Sirius affronte sa cousine Bellatrix Lestrange près d’une mystérieuse arche devant laquelle est tendu un voile. Bellatrix met rapidement fin au combat en lui jetant un sort, lequel le précipite à travers l'arche sans espoir de retour. Dans la version cinématographique, Sirius est abattu par un Avada Kedavra lancé par Bellatrix et son âme est aspirée ensuite à travers le voile.

#### Apparition post-mortem
À la fin de l'histoire, alors que Harry se dirige vers une mort qu'il croit certaine et incontournable, il utilise la Pierre de Résurrection pour faire réapparaître un court instant ses parents, Remus (qui meurt lors de la bataille de Poudlard) et Sirius. Ils lui apparaissent sous formes plus réalistes que celles de fantômes et l'encouragent avant son sacrifice. Ils ont tous les quatre une apparence heureuse et sereine.
Harry donne le second prénom « Sirius » à son premier fils, James Sirius Potter.

## Caractéristiques
Sirius Black est grand, mince, avec des yeux gris voilés et insondables. Sa voix est rauque et son rire semblable à un aboiement. Ses cheveux sont bruns, tantôt coupés court, tantôt longs. À sa première apparition dans l'histoire, alors qu'il vient de s'évader d'Azkaban, Sirius est décrit portant une masse de cheveux sales et emmêlés qui lui tombent sur les épaules et ses dents sont jaunes. Ses orbites sont sombres et profondes et sa peau cireuse si tirée sur les os de son visage qu'il fait penser à une tête de mort. Jeune, Sirius est décrit comme rieur et très séduisant.
Lorsqu'il est de nouveau en bonne santé, il a un beau visage à l'apparence aristocratique et hautaine des Black et arbore une sorte d’élégance désinvolte. Son sourire le fait paraître dix ans plus jeune.
Selon les dires d'Albus Dumbledore, Sirius est un homme courageux, intelligent et énergique, mais pouvant se montrer négligent ou indifférent. Lorsqu'il est contraint de demeurer caché au 12 square Grimmaurd pendant que d’autres membres de l'Ordre du Phénix courent des risques, il devient particulièrement nerveux et irritable. Gary Oldman, qui interprète son personnage dans les films Harry Potter, ainsi que le réalisateur du troisième film Alfonso Cuarón, comparent le groupe des Maraudeurs aux membres des Beatles : 

« James était comme Paul, beau et sûr de lui-même, et Sirius était comme John, un peu imprudent, un fauteur de trouble anarchique. »

— Gary Oldman
Dans le cinquième film, le personnage marque une forme d'opposition au manichéisme, en expliquant au héros que le monde « ne se divise pas entre braves gens et Mangemorts ». Il va plus loin en lui précisant qu'il se trouve : « une part de lumière et d'ombre en chacun de nous. Ce qui compte, c'est celle que l'on choisit de montrer à travers nos actes ».
Sirius devient un Animagus non déclaré (énorme chien noir) dès sa cinquième année à Poudlard. Le fait que son animagus soit un chien n'est pas anodin, Sirius étant également le nom de l'étoile principale de la constellation du Grand Chien. Il n'a jamais exercé de métier, ayant été emprisonné à Azkaban rapidement après sa sortie de l'école, puis demeuré caché à la suite de son évasion. Contrairement à ses amis Remus Lupin et Lily Potter, Sirius était réputé pour être un « fauteur de troubles », qui n'a jamais eu l'occasion d'être préfet.

## Famille

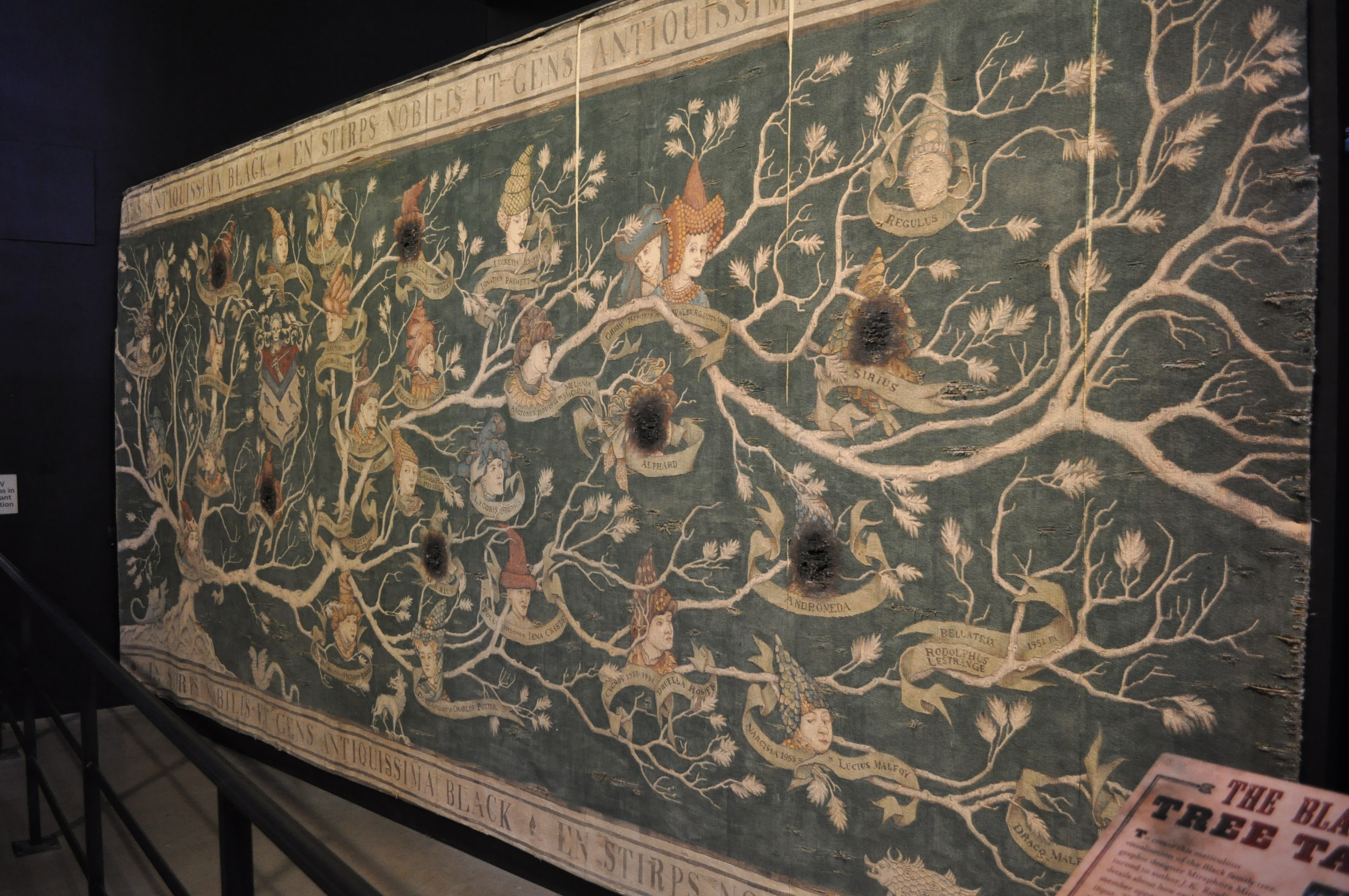
Tapisserie généalogique des Black au 12, square Grimmaurd.

Au 12 Square Grimmaurd, on trouve une grande tapisserie retraçant la généalogie des Black figurant sur les murs de la maison familiale, de laquelle ont été supprimés ceux considérés comme « traîtres » à leurs idéaux, dont Nymphadora Tonks la Sang-Mêlé et Andromeda qui a épousé Ted Tonks, un né-moldu. De plus, par rancune envers Sirius de son esprit tolérant et du fait qu’il ait fui sa famille à l’âge de 16 ans, Walburga Black a également effacé son fils de l’arbre généalogique.
Dans la saga, une partie de la généalogie des Black est décrite dans le chapitre 6 de Harry Potter et l’Ordre du Phénix, justement intitulé La noble et très ancienne maison des Black.
L’arbre complet des Black ci-dessous a été rédigé à la main par J. K. Rowling, et révélé par le Daily Telegraph puis par l’encyclopédie en ligne The Harry Potter Lexicon au moment de sa vente aux enchères le 20 février 2006 ; pour l’anecdote, l’acheteur n’était autre que l’acteur Daniel Radcliffe.
Néanmoins, les branches Weasley et Potter n’apparaissaient pas dans cet arbre exclusivement consacré aux Black, mais les informations les concernant proviennent d’une part de l’épilogue de Harry Potter et les Reliques de la Mort, épilogue intitulé Dix-neuf ans plus tard, et d’autre part du site officiel de J. K. Rowling reprenant des informations qu’elle a distillées au fil de ses interviews.
L’auteur révèle de plus, dans le chapitre La noble et très ancienne maison des Black, que toutes les familles au sang-pur sont parentes et notamment que Sirius Black est un cousin de Molly Weasley-Prewett. Sans plus de précision, et malgré la présence d’un Ignatus Prewett dans l’arbre, on ne peut pas relier de façon précise celle-ci aux Black. De même, bien que deux membres de la famille Black aient épousé l’une un Londubat et l’autre un Potter, le lien de parenté avec respectivement Neville Londubat et Harry Potter, s’il existe, est inconnu. On sait cependant que les Malefoy et les Black sont parents par le mariage de Narcissa et Lucius.
|                            |                            |                            |                            |                            |                            |  |  |                            |                            |                            |                            |                            |                            |  |  |                           |                           |                           |                           |                           |                           |                           |                           |                            |                            |                            |                            |                            |                            |                   |                   |                         |                         |                         |                         |                         |                         |               |               |                          |                          |                          |                          |                          |                          |  |  |                             |                             |                             |                             |                             |                             |  |  |                           |                           |                           |                           |                           |                           |                            |                            |                            |                            |                            |                            | Phineas Nigellus Black (1847-1926) | Phineas Nigellus Black (1847-1926) | Phineas Nigellus Black (1847-1926) | Phineas Nigellus Black (1847-1926) | Phineas Nigellus Black (1847-1926) | Phineas Nigellus Black (1847-1926) |                       |                       |                       |                       |                 |                 | Ursula Flint            | Ursula Flint            | Ursula Flint            | Ursula Flint            | Ursula Flint            | Ursula Flint            |                          |                          |                          |                          |                          |                          |                     |                     |  |  |                         |                         |                         |                         |                         |                         |                  |                  |                                 |                                 |                                 |                                 |                                 |                                 |                         |                         |                                |                                |                                |                                |                                |                                |                            |                            |                            |                            |                            |                            |                            |                            |                               |                               |                               |                               |                               |                               |                           |                           |                          |                          |                             |                             |                             |                             |                             |                             |                       |                       |                            |                            |                            |                            |                              |                              |                              |                              |                              |                              |                         |                         |                         |                         |                  |                  |                                |                                |                                |                                |                                |                                |                         |                         |                         |                         |                       |                       |                                  |                                  |                                  |                                  |                                  |                                  |                           |                           |                           |                           |  |  |  |  |  |  |  |  |  |  |  |  |
|                            |                            |                            |                            |                            |                            |  |  |                            |                            |                            |                            |                            |                            |  |  |                           |                           |                           |                           |                           |                           |                           |                           |                            |                            |                            |                            |                            |                            |                   |                   |                         |                         |                         |                         |                         |                         |               |               |                          |                          |                          |                          |                          |                          |  |  |                             |                             |                             |                             |                             |                             |  |  |                           |                           |                           |                           |                           |                           |                            |                            |                            |                            |                            |                            | Phineas Nigellus Black (1847-1926) | Phineas Nigellus Black (1847-1926) | Phineas Nigellus Black (1847-1926) | Phineas Nigellus Black (1847-1926) | Phineas Nigellus Black (1847-1926) | Phineas Nigellus Black (1847-1926) |                       |                       |                       |                       |                 |                 | Ursula Flint            | Ursula Flint            | Ursula Flint            | Ursula Flint            | Ursula Flint            | Ursula Flint            |                          |                          |                          |                          |                          |                          |                     |                     |  |  |                         |                         |                         |                         |                         |                         |                  |                  |                                 |                                 |                                 |                                 |                                 |                                 |                         |                         |                                |                                |                                |                                |                                |                                |                            |                            |                            |                            |                            |                            |                            |                            |                               |                               |                               |                               |                               |                               |                           |                           |                          |                          |                             |                             |                             |                             |                             |                             |                       |                       |                            |                            |                            |                            |                              |                              |                              |                              |                              |                              |                         |                         |                         |                         |                  |                  |                                |                                |                                |                                |                                |                                |                         |                         |                         |                         |                       |                       |                                  |                                  |                                  |                                  |                                  |                                  |                           |                           |                           |                           |  |  |  |  |  |  |  |  |  |  |  |  |
|                            |                            |                            |                            |                            |                            |  |  |                            |                            |                            |                            |                            |                            |  |  |                           |                           |                           |                           |                           |                           |                           |                           |                            |                            |                            |                            |                            |                            |                   |                   |                         |                         |                         |                         |                         |                         |               |               |                          |                          |                          |                          |                          |                          |  |  |                             |                             |                             |                             |                             |                             |  |  |                           |                           |                           |                           |                           |                           |                            |                            |                            |                            |                            |                            |                                    |                                    |                                    |                                    |                                    |                                    |                       |                       |                       |                       |                 |                 |                         |                         |                         |                         |                         |                         |                          |                          |                          |                          |                          |                          |                     |                     |  |  |                         |                         |                         |                         |                         |                         |                  |                  |                                 |                                 |                                 |                                 |                                 |                                 |                         |                         |                                |                                |                                |                                |                                |                                |                            |                            |                            |                            |                            |                            |                            |                            |                               |                               |                               |                               |                               |                               |                           |                           |                          |                          |                             |                             |                             |                             |                             |                             |                       |                       |                            |                            |                            |                            |                              |                              |                              |                              |                              |                              |                         |                         |                         |                         |                  |                  |                                |                                |                                |                                |                                |                                |                         |                         |                         |                         |                       |                       |                                  |                                  |                                  |                                  |                                  |                                  |                           |                           |                           |                           |  |  |  |  |  |  |  |  |  |  |  |  |
|                            |                            |                            |                            |                            |                            |  |  |                            |                            |                            |                            |                            |                            |  |  |                           |                           |                           |                           |                           |                           |                           |                           |                            |                            |                            |                            |                            |                            |                   |                   |                         |                         |                         |                         |                         |                         |               |               |                          |                          |                          |                          |                          |                          |  |  |                             |                             |                             |                             |                             |                             |  |  |                           |                           |                           |                           |                           |                           |                            |                            |                            |                            |                            |                            |                                    |                                    |                                    |                                    |                                    |                                    |                       |                       |                       |                       |                 |                 |                         |                         |                         |                         |                         |                         |                          |                          |                          |                          |                          |                          |                     |                     |  |  |                         |                         |                         |                         |                         |                         |                  |                  |                                 |                                 |                                 |                                 |                                 |                                 |                         |                         |                                |                                |                                |                                |                                |                                |                            |                            |                            |                            |                            |                            |                            |                            |                               |                               |                               |                               |                               |                               |                           |                           |                          |                          |                             |                             |                             |                             |                             |                             |                       |                       |                            |                            |                            |                            |                              |                              |                              |                              |                              |                              |                         |                         |                         |                         |                  |                  |                                |                                |                                |                                |                                |                                |                         |                         |                         |                         |                       |                       |                                  |                                  |                                  |                                  |                                  |                                  |                           |                           |                           |                           |  |  |  |  |  |  |  |  |  |  |  |  |
|                            |                            |                            |                            |                            |                            |  |  |                            |                            |                            |                            |                            |                            |  |  | Sirius Black (1877-1952)  | Sirius Black (1877-1952)  | Sirius Black (1877-1952)  | Sirius Black (1877-1952)  | Sirius Black (1877-1952)  | Sirius Black (1877-1952)  |                           |                           | Hester Gamp                | Hester Gamp                | Hester Gamp                | Hester Gamp                | Hester Gamp                | Hester Gamp                |                   |                   |                         |                         |                         |                         |                         |                         |               |               | Phineas Black (v.1880-?) | Phineas Black (v.1880-?) | Phineas Black (v.1880-?) | Phineas Black (v.1880-?) | Phineas Black (v.1880-?) | Phineas Black (v.1880-?) |  |  |                             |                             |                             |                             |                             |                             |  |  |                           |                           |                           |                           |                           |                           | Arcturus Black (1884-1959) | Arcturus Black (1884-1959) | Arcturus Black (1884-1959) | Arcturus Black (1884-1959) | Arcturus Black (1884-1959) | Arcturus Black (1884-1959) |                                    |                                    | Lysandra Yaxley                    | Lysandra Yaxley                    | Lysandra Yaxley                    | Lysandra Yaxley                    | Lysandra Yaxley       | Lysandra Yaxley       |                       |                       |                 |                 |                         |                         |                         |                         |                         |                         |                          |                          |                          |                          |                          |                          |                     |                     |  |  |                         |                         |                         |                         |                         |                         |                  |                  |                                 |                                 | Herbert Beurk                   | Herbert Beurk                   | Herbert Beurk                   | Herbert Beurk                   | Herbert Beurk           | Herbert Beurk           |                                |                                | Belvina Black (1886-1962)      | Belvina Black (1886-1962)      | Belvina Black (1886-1962)      | Belvina Black (1886-1962)      | Belvina Black (1886-1962)  | Belvina Black (1886-1962)  |                            |                            |                            |                            |                            |                            |                               |                               |                               |                               |                               |                               |                           |                           |                          |                          |                             |                             |                             |                             |                             |                             |                       |                       | Cygnus Black (1889-1945)   | Cygnus Black (1889-1945)   | Cygnus Black (1889-1945)   | Cygnus Black (1889-1945)   | Cygnus Black (1889-1945)     | Cygnus Black (1889-1945)     |                              |                              | Violetta Bulstrode           | Violetta Bulstrode           | Violetta Bulstrode      | Violetta Bulstrode      | Violetta Bulstrode      | Violetta Bulstrode      |                  |                  |                                |                                |                                |                                |                                |                                |                         |                         |                         |                         |                       |                       |                                  |                                  |                                  |                                  |                                  |                                  |                           |                           |                           |                           |  |  |  |  |  |  |  |  |  |  |  |  |
|                            |                            |                            |                            |                            |                            |  |  |                            |                            |                            |                            |                            |                            |  |  | Sirius Black (1877-1952)  | Sirius Black (1877-1952)  | Sirius Black (1877-1952)  | Sirius Black (1877-1952)  | Sirius Black (1877-1952)  | Sirius Black (1877-1952)  |                           |                           | Hester Gamp                | Hester Gamp                | Hester Gamp                | Hester Gamp                | Hester Gamp                | Hester Gamp                |                   |                   |                         |                         |                         |                         |                         |                         |               |               | Phineas Black (v.1880-?) | Phineas Black (v.1880-?) | Phineas Black (v.1880-?) | Phineas Black (v.1880-?) | Phineas Black (v.1880-?) | Phineas Black (v.1880-?) |  |  |                             |                             |                             |                             |                             |                             |  |  |                           |                           |                           |                           |                           |                           | Arcturus Black (1884-1959) | Arcturus Black (1884-1959) | Arcturus Black (1884-1959) | Arcturus Black (1884-1959) | Arcturus Black (1884-1959) | Arcturus Black (1884-1959) |                                    |                                    | Lysandra Yaxley                    | Lysandra Yaxley                    | Lysandra Yaxley                    | Lysandra Yaxley                    | Lysandra Yaxley       | Lysandra Yaxley       |                       |                       |                 |                 |                         |                         |                         |                         |                         |                         |                          |                          |                          |                          |                          |                          |                     |                     |  |  |                         |                         |                         |                         |                         |                         |                  |                  |                                 |                                 | Herbert Beurk                   | Herbert Beurk                   | Herbert Beurk                   | Herbert Beurk                   | Herbert Beurk           | Herbert Beurk           |                                |                                | Belvina Black (1886-1962)      | Belvina Black (1886-1962)      | Belvina Black (1886-1962)      | Belvina Black (1886-1962)      | Belvina Black (1886-1962)  | Belvina Black (1886-1962)  |                            |                            |                            |                            |                            |                            |                               |                               |                               |                               |                               |                               |                           |                           |                          |                          |                             |                             |                             |                             |                             |                             |                       |                       | Cygnus Black (1889-1945)   | Cygnus Black (1889-1945)   | Cygnus Black (1889-1945)   | Cygnus Black (1889-1945)   | Cygnus Black (1889-1945)     | Cygnus Black (1889-1945)     |                              |                              | Violetta Bulstrode           | Violetta Bulstrode           | Violetta Bulstrode      | Violetta Bulstrode      | Violetta Bulstrode      | Violetta Bulstrode      |                  |                  |                                |                                |                                |                                |                                |                                |                         |                         |                         |                         |                       |                       |                                  |                                  |                                  |                                  |                                  |                                  |                           |                           |                           |                           |  |  |  |  |  |  |  |  |  |  |  |  |
|                            |                            |                            |                            |                            |                            |  |  |                            |                            |                            |                            |                            |                            |  |  |                           |                           |                           |                           |                           |                           |                           |                           |                            |                            |                            |                            |                            |                            |                   |                   |                         |                         |                         |                         |                         |                         |               |               |                          |                          |                          |                          |                          |                          |  |  |                             |                             |                             |                             |                             |                             |  |  |                           |                           |                           |                           |                           |                           |                            |                            |                            |                            |                            |                            |                                    |                                    |                                    |                                    |                                    |                                    |                       |                       |                       |                       |                 |                 |                         |                         |                         |                         |                         |                         |                          |                          |                          |                          |                          |                          |                     |                     |  |  |                         |                         |                         |                         |                         |                         |                  |                  |                                 |                                 |                                 |                                 |                                 |                                 |                         |                         |                                |                                |                                |                                |                                |                                |                            |                            |                            |                            |                            |                            |                            |                            |                               |                               |                               |                               |                               |                               |                           |                           |                          |                          |                             |                             |                             |                             |                             |                             |                       |                       |                            |                            |                            |                            |                              |                              |                              |                              |                              |                              |                         |                         |                         |                         |                  |                  |                                |                                |                                |                                |                                |                                |                         |                         |                         |                         |                       |                       |                                  |                                  |                                  |                                  |                                  |                                  |                           |                           |                           |                           |  |  |  |  |  |  |  |  |  |  |  |  |
|                            |                            |                            |                            |                            |                            |  |  |                            |                            |                            |                            |                            |                            |  |  |                           |                           |                           |                           |                           |                           |                           |                           |                            |                            |                            |                            |                            |                            |                   |                   |                         |                         |                         |                         |                         |                         |               |               |                          |                          |                          |                          |                          |                          |  |  |                             |                             |                             |                             |                             |                             |  |  |                           |                           |                           |                           |                           |                           |                            |                            |                            |                            |                            |                            |                                    |                                    |                                    |                                    |                                    |                                    |                       |                       |                       |                       |                 |                 |                         |                         |                         |                         |                         |                         |                          |                          |                          |                          |                          |                          |                     |                     |  |  |                         |                         |                         |                         |                         |                         |                  |                  |                                 |                                 |                                 |                                 |                                 |                                 |                         |                         |                                |                                |                                |                                |                                |                                |                            |                            |                            |                            |                            |                            |                            |                            |                               |                               |                               |                               |                               |                               |                           |                           |                          |                          |                             |                             |                             |                             |                             |                             |                       |                       |                            |                            |                            |                            |                              |                              |                              |                              |                              |                              |                         |                         |                         |                         |                  |                  |                                |                                |                                |                                |                                |                                |                         |                         |                         |                         |                       |                       |                                  |                                  |                                  |                                  |                                  |                                  |                           |                           |                           |                           |  |  |  |  |  |  |  |  |  |  |  |  |
| Arcturus Black (1901-1991) | Arcturus Black (1901-1991) | Arcturus Black (1901-1991) | Arcturus Black (1901-1991) | Arcturus Black (1901-1991) | Arcturus Black (1901-1991) |  |  | Melania MacMillan          | Melania MacMillan          | Melania MacMillan          | Melania MacMillan          | Melania MacMillan          | Melania MacMillan          |  |  | Lycoris Black (1904-1965) | Lycoris Black (1904-1965) | Lycoris Black (1904-1965) | Lycoris Black (1904-1965) | Lycoris Black (1904-1965) | Lycoris Black (1904-1965) |                           |                           | Regulus Black (1906-1959)  | Regulus Black (1906-1959)  | Regulus Black (1906-1959)  | Regulus Black (1906-1959)  | Regulus Black (1906-1959)  | Regulus Black (1906-1959)  |                   |                   | Harfang Londubat        | Harfang Londubat        | Harfang Londubat        | Harfang Londubat        | Harfang Londubat        | Harfang Londubat        |               |               | Callidora Black (1915-?) | Callidora Black (1915-?) | Callidora Black (1915-?) | Callidora Black (1915-?) | Callidora Black (1915-?) | Callidora Black (1915-?) |  |  | Septimus Weasley (v.1915-?) | Septimus Weasley (v.1915-?) | Septimus Weasley (v.1915-?) | Septimus Weasley (v.1915-?) | Septimus Weasley (v.1915-?) | Septimus Weasley (v.1915-?) |  |  | Cedrella Black (v.1918-?) | Cedrella Black (v.1918-?) | Cedrella Black (v.1918-?) | Cedrella Black (v.1918-?) | Cedrella Black (v.1918-?) | Cedrella Black (v.1918-?) |                            |                            |                            |                            |                            |                            |                                    |                                    |                                    |                                    |                                    |                                    |                       |                       |                       |                       | Caspar Croupton | Caspar Croupton | Caspar Croupton         | Caspar Croupton         | Caspar Croupton         | Caspar Croupton         |                         |                         | Charis Black (1919-1973) | Charis Black (1919-1973) | Charis Black (1919-1973) | Charis Black (1919-1973) | Charis Black (1919-1973) | Charis Black (1919-1973) |                     |                     |  |  |                         |                         | Caractacus Beurk        | Caractacus Beurk        | Caractacus Beurk        | Caractacus Beurk        | Caractacus Beurk | Caractacus Beurk |                                 |                                 | X Beurk                         | X Beurk                         | X Beurk                         | X Beurk                         | X Beurk                 | X Beurk                 |                                |                                | X Beurk                        | X Beurk                        | X Beurk                        | X Beurk                        | X Beurk                    | X Beurk                    |                            |                            |                            |                            | Pollux Black (1912-1990)   | Pollux Black (1912-1990)   | Pollux Black (1912-1990)      | Pollux Black (1912-1990)      | Pollux Black (1912-1990)      | Pollux Black (1912-1990)      |                               |                               | Irma Crabbe               | Irma Crabbe               | Irma Crabbe              | Irma Crabbe              | Irma Crabbe                 | Irma Crabbe                 |                             |                             | Marius Black (v.1917)       | Marius Black (v.1917)       | Marius Black (v.1917) | Marius Black (v.1917) | Marius Black (v.1917)      | Marius Black (v.1917)      |                            |                            | Cassiopeia Black (1915-1992) | Cassiopeia Black (1915-1992) | Cassiopeia Black (1915-1992) | Cassiopeia Black (1915-1992) | Cassiopeia Black (1915-1992) | Cassiopeia Black (1915-1992) |                         |                         | Charlus Potter          | Charlus Potter          | Charlus Potter   | Charlus Potter   | Charlus Potter                 | Charlus Potter                 |                                |                                | Dorea Black (1920-1977)        | Dorea Black (1920-1977)        | Dorea Black (1920-1977) | Dorea Black (1920-1977) | Dorea Black (1920-1977) | Dorea Black (1920-1977) |                       |                       |                                  |                                  |                                  |                                  |                                  |                                  |                           |                           |                           |                           |  |  |  |  |  |  |  |  |  |  |  |  |
| Arcturus Black (1901-1991) | Arcturus Black (1901-1991) | Arcturus Black (1901-1991) | Arcturus Black (1901-1991) | Arcturus Black (1901-1991) | Arcturus Black (1901-1991) |  |  | Melania MacMillan          | Melania MacMillan          | Melania MacMillan          | Melania MacMillan          | Melania MacMillan          | Melania MacMillan          |  |  | Lycoris Black (1904-1965) | Lycoris Black (1904-1965) | Lycoris Black (1904-1965) | Lycoris Black (1904-1965) | Lycoris Black (1904-1965) | Lycoris Black (1904-1965) |                           |                           | Regulus Black (1906-1959)  | Regulus Black (1906-1959)  | Regulus Black (1906-1959)  | Regulus Black (1906-1959)  | Regulus Black (1906-1959)  | Regulus Black (1906-1959)  |                   |                   | Harfang Londubat        | Harfang Londubat        | Harfang Londubat        | Harfang Londubat        | Harfang Londubat        | Harfang Londubat        |               |               | Callidora Black (1915-?) | Callidora Black (1915-?) | Callidora Black (1915-?) | Callidora Black (1915-?) | Callidora Black (1915-?) | Callidora Black (1915-?) |  |  | Septimus Weasley (v.1915-?) | Septimus Weasley (v.1915-?) | Septimus Weasley (v.1915-?) | Septimus Weasley (v.1915-?) | Septimus Weasley (v.1915-?) | Septimus Weasley (v.1915-?) |  |  | Cedrella Black (v.1918-?) | Cedrella Black (v.1918-?) | Cedrella Black (v.1918-?) | Cedrella Black (v.1918-?) | Cedrella Black (v.1918-?) | Cedrella Black (v.1918-?) |                            |                            |                            |                            |                            |                            |                                    |                                    |                                    |                                    |                                    |                                    |                       |                       |                       |                       | Caspar Croupton | Caspar Croupton | Caspar Croupton         | Caspar Croupton         | Caspar Croupton         | Caspar Croupton         |                         |                         | Charis Black (1919-1973) | Charis Black (1919-1973) | Charis Black (1919-1973) | Charis Black (1919-1973) | Charis Black (1919-1973) | Charis Black (1919-1973) |                     |                     |  |  |                         |                         | Caractacus Beurk        | Caractacus Beurk        | Caractacus Beurk        | Caractacus Beurk        | Caractacus Beurk | Caractacus Beurk |                                 |                                 | X Beurk                         | X Beurk                         | X Beurk                         | X Beurk                         | X Beurk                 | X Beurk                 |                                |                                | X Beurk                        | X Beurk                        | X Beurk                        | X Beurk                        | X Beurk                    | X Beurk                    |                            |                            |                            |                            | Pollux Black (1912-1990)   | Pollux Black (1912-1990)   | Pollux Black (1912-1990)      | Pollux Black (1912-1990)      | Pollux Black (1912-1990)      | Pollux Black (1912-1990)      |                               |                               | Irma Crabbe               | Irma Crabbe               | Irma Crabbe              | Irma Crabbe              | Irma Crabbe                 | Irma Crabbe                 |                             |                             | Marius Black (v.1917)       | Marius Black (v.1917)       | Marius Black (v.1917) | Marius Black (v.1917) | Marius Black (v.1917)      | Marius Black (v.1917)      |                            |                            | Cassiopeia Black (1915-1992) | Cassiopeia Black (1915-1992) | Cassiopeia Black (1915-1992) | Cassiopeia Black (1915-1992) | Cassiopeia Black (1915-1992) | Cassiopeia Black (1915-1992) |                         |                         | Charlus Potter          | Charlus Potter          | Charlus Potter   | Charlus Potter   | Charlus Potter                 | Charlus Potter                 |                                |                                | Dorea Black (1920-1977)        | Dorea Black (1920-1977)        | Dorea Black (1920-1977) | Dorea Black (1920-1977) | Dorea Black (1920-1977) | Dorea Black (1920-1977) |                       |                       |                                  |                                  |                                  |                                  |                                  |                                  |                           |                           |                           |                           |  |  |  |  |  |  |  |  |  |  |  |  |
|                            |                            |                            |                            |                            |                            |  |  |                            |                            |                            |                            |                            |                            |  |  |                           |                           |                           |                           |                           |                           |                           |                           |                            |                            |                            |                            |                            |                            |                   |                   |                         |                         |                         |                         |                         |                         |               |               |                          |                          |                          |                          |                          |                          |  |  |                             |                             |                             |                             |                             |                             |  |  |                           |                           |                           |                           |                           |                           |                            |                            |                            |                            |                            |                            |                                    |                                    |                                    |                                    |                                    |                                    |                       |                       |                       |                       |                 |                 |                         |                         |                         |                         |                         |                         |                          |                          |                          |                          |                          |                          |                     |                     |  |  |                         |                         |                         |                         |                         |                         |                  |                  |                                 |                                 |                                 |                                 |                                 |                                 |                         |                         |                                |                                |                                |                                |                                |                                |                            |                            |                            |                            |                            |                            |                            |                            |                               |                               |                               |                               |                               |                               |                           |                           |                          |                          |                             |                             |                             |                             |                             |                             |                       |                       |                            |                            |                            |                            |                              |                              |                              |                              |                              |                              |                         |                         |                         |                         |                  |                  |                                |                                |                                |                                |                                |                                |                         |                         |                         |                         |                       |                       |                                  |                                  |                                  |                                  |                                  |                                  |                           |                           |                           |                           |  |  |  |  |  |  |  |  |  |  |  |  |
|                            |                            |                            |                            |                            |                            |  |  |                            |                            |                            |                            |                            |                            |  |  |                           |                           |                           |                           |                           |                           |                           |                           |                            |                            |                            |                            |                            |                            |                   |                   |                         |                         |                         |                         |                         |                         |               |               |                          |                          |                          |                          |                          |                          |  |  |                             |                             |                             |                             |                             |                             |  |  |                           |                           |                           |                           |                           |                           |                            |                            |                            |                            |                            |                            |                                    |                                    |                                    |                                    |                                    |                                    |                       |                       |                       |                       |                 |                 |                         |                         |                         |                         |                         |                         |                          |                          |                          |                          |                          |                          |                     |                     |  |  |                         |                         |                         |                         |                         |                         |                  |                  |                                 |                                 |                                 |                                 |                                 |                                 |                         |                         |                                |                                |                                |                                |                                |                                |                            |                            |                            |                            |                            |                            |                            |                            |                               |                               |                               |                               |                               |                               |                           |                           |                          |                          |                             |                             |                             |                             |                             |                             |                       |                       |                            |                            |                            |                            |                              |                              |                              |                              |                              |                              |                         |                         |                         |                         |                  |                  |                                |                                |                                |                                |                                |                                |                         |                         |                         |                         |                       |                       |                                  |                                  |                                  |                                  |                                  |                                  |                           |                           |                           |                           |  |  |  |  |  |  |  |  |  |  |  |  |
| Ignatus Prewett            | Ignatus Prewett            | Ignatus Prewett            | Ignatus Prewett            | Ignatus Prewett            | Ignatus Prewett            |  |  | Lucretia Black (1925-1992) | Lucretia Black (1925-1992) | Lucretia Black (1925-1992) | Lucretia Black (1925-1992) | Lucretia Black (1925-1992) | Lucretia Black (1925-1992) |  |  | Orion Black (1929-1979)   | Orion Black (1929-1979)   | Orion Black (1929-1979)   | Orion Black (1929-1979)   | Orion Black (1929-1979)   | Orion Black (1929-1979)   |                           |                           | Walburga Black (1925-1985) | Walburga Black (1925-1985) | Walburga Black (1925-1985) | Walburga Black (1925-1985) | Walburga Black (1925-1985) | Walburga Black (1925-1985) |                   |                   | X Londubat              | X Londubat              | X Londubat              | X Londubat              | X Londubat              | X Londubat              |               |               | X Londubat               | X Londubat               | X Londubat               | X Londubat               | X Londubat               | X Londubat               |  |  | Bilius Weasley              | Bilius Weasley              | Bilius Weasley              | Bilius Weasley              | Bilius Weasley              | Bilius Weasley              |  |  | Arthur Weasley (v.1950)   | Arthur Weasley (v.1950)   | Arthur Weasley (v.1950)   | Arthur Weasley (v.1950)   | Arthur Weasley (v.1950)   | Arthur Weasley (v.1950)   |                            |                            | Molly Prewett (v.1950)     | Molly Prewett (v.1950)     | Molly Prewett (v.1950)     | Molly Prewett (v.1950)     | Molly Prewett (v.1950)             | Molly Prewett (v.1950)             |                                    |                                    | X Weasley                          | X Weasley                          | X Weasley             | X Weasley             | X Weasley             | X Weasley             |                 |                 | X Croupton              | X Croupton              | X Croupton              | X Croupton              | X Croupton              | X Croupton              |                          |                          | X Croupton               | X Croupton               | X Croupton               | X Croupton               | X Croupton          | X Croupton          |  |  | X Croupton              | X Croupton              | X Croupton              | X Croupton              | X Croupton              | X Croupton              |                  |                  |                                 |                                 |                                 |                                 |                                 |                                 | Orion Black (1929-1979) | Orion Black (1929-1979) | Orion Black (1929-1979)        | Orion Black (1929-1979)        | Orion Black (1929-1979)        | Orion Black (1929-1979)        |                                |                                | Walburga Black (1925-1985) | Walburga Black (1925-1985) | Walburga Black (1925-1985) | Walburga Black (1925-1985) | Walburga Black (1925-1985) | Walburga Black (1925-1985) |                            |                            | Alphard Black (v.1930-v.1976) | Alphard Black (v.1930-v.1976) | Alphard Black (v.1930-v.1976) | Alphard Black (v.1930-v.1976) | Alphard Black (v.1930-v.1976) | Alphard Black (v.1930-v.1976) |                           |                           | Cygnus Black (1929-1979) | Cygnus Black (1929-1979) | Cygnus Black (1929-1979)    | Cygnus Black (1929-1979)    | Cygnus Black (1929-1979)    | Cygnus Black (1929-1979)    |                             |                             | Druella Rosier        | Druella Rosier        | Druella Rosier             | Druella Rosier             | Druella Rosier             | Druella Rosier             |                              |                              |                              |                              |                              |                              |                         |                         |                         |                         |                  |                  | X Potter                       | X Potter                       | X Potter                       | X Potter                       | X Potter                       | X Potter                       |                         |                         |                         |                         |                       |                       |                                  |                                  |                                  |                                  |                                  |                                  |                           |                           |                           |                           |  |  |  |  |  |  |  |  |  |  |  |  |
| Ignatus Prewett            | Ignatus Prewett            | Ignatus Prewett            | Ignatus Prewett            | Ignatus Prewett            | Ignatus Prewett            |  |  | Lucretia Black (1925-1992) | Lucretia Black (1925-1992) | Lucretia Black (1925-1992) | Lucretia Black (1925-1992) | Lucretia Black (1925-1992) | Lucretia Black (1925-1992) |  |  | Orion Black (1929-1979)   | Orion Black (1929-1979)   | Orion Black (1929-1979)   | Orion Black (1929-1979)   | Orion Black (1929-1979)   | Orion Black (1929-1979)   |                           |                           | Walburga Black (1925-1985) | Walburga Black (1925-1985) | Walburga Black (1925-1985) | Walburga Black (1925-1985) | Walburga Black (1925-1985) | Walburga Black (1925-1985) |                   |                   | X Londubat              | X Londubat              | X Londubat              | X Londubat              | X Londubat              | X Londubat              |               |               | X Londubat               | X Londubat               | X Londubat               | X Londubat               | X Londubat               | X Londubat               |  |  | Bilius Weasley              | Bilius Weasley              | Bilius Weasley              | Bilius Weasley              | Bilius Weasley              | Bilius Weasley              |  |  | Arthur Weasley (v.1950)   | Arthur Weasley (v.1950)   | Arthur Weasley (v.1950)   | Arthur Weasley (v.1950)   | Arthur Weasley (v.1950)   | Arthur Weasley (v.1950)   |                            |                            | Molly Prewett (v.1950)     | Molly Prewett (v.1950)     | Molly Prewett (v.1950)     | Molly Prewett (v.1950)     | Molly Prewett (v.1950)             | Molly Prewett (v.1950)             |                                    |                                    | X Weasley                          | X Weasley                          | X Weasley             | X Weasley             | X Weasley             | X Weasley             |                 |                 | X Croupton              | X Croupton              | X Croupton              | X Croupton              | X Croupton              | X Croupton              |                          |                          | X Croupton               | X Croupton               | X Croupton               | X Croupton               | X Croupton          | X Croupton          |  |  | X Croupton              | X Croupton              | X Croupton              | X Croupton              | X Croupton              | X Croupton              |                  |                  |                                 |                                 |                                 |                                 |                                 |                                 | Orion Black (1929-1979) | Orion Black (1929-1979) | Orion Black (1929-1979)        | Orion Black (1929-1979)        | Orion Black (1929-1979)        | Orion Black (1929-1979)        |                                |                                | Walburga Black (1925-1985) | Walburga Black (1925-1985) | Walburga Black (1925-1985) | Walburga Black (1925-1985) | Walburga Black (1925-1985) | Walburga Black (1925-1985) |                            |                            | Alphard Black (v.1930-v.1976) | Alphard Black (v.1930-v.1976) | Alphard Black (v.1930-v.1976) | Alphard Black (v.1930-v.1976) | Alphard Black (v.1930-v.1976) | Alphard Black (v.1930-v.1976) |                           |                           | Cygnus Black (1929-1979) | Cygnus Black (1929-1979) | Cygnus Black (1929-1979)    | Cygnus Black (1929-1979)    | Cygnus Black (1929-1979)    | Cygnus Black (1929-1979)    |                             |                             | Druella Rosier        | Druella Rosier        | Druella Rosier             | Druella Rosier             | Druella Rosier             | Druella Rosier             |                              |                              |                              |                              |                              |                              |                         |                         |                         |                         |                  |                  | X Potter                       | X Potter                       | X Potter                       | X Potter                       | X Potter                       | X Potter                       |                         |                         |                         |                         |                       |                       |                                  |                                  |                                  |                                  |                                  |                                  |                           |                           |                           |                           |  |  |  |  |  |  |  |  |  |  |  |  |
|                            |                            |                            |                            |                            |                            |  |  |                            |                            |                            |                            |                            |                            |  |  |                           |                           |                           |                           |                           |                           |                           |                           |                            |                            |                            |                            |                            |                            |                   |                   |                         |                         |                         |                         |                         |                         |               |               |                          |                          |                          |                          |                          |                          |  |  |                             |                             |                             |                             |                             |                             |  |  |                           |                           |                           |                           |                           |                           |                            |                            |                            |                            |                            |                            |                                    |                                    |                                    |                                    |                                    |                                    |                       |                       |                       |                       |                 |                 |                         |                         |                         |                         |                         |                         |                          |                          |                          |                          |                          |                          |                     |                     |  |  |                         |                         |                         |                         |                         |                         |                  |                  |                                 |                                 |                                 |                                 |                                 |                                 |                         |                         |                                |                                |                                |                                |                                |                                |                            |                            |                            |                            |                            |                            |                            |                            |                               |                               |                               |                               |                               |                               |                           |                           |                          |                          |                             |                             |                             |                             |                             |                             |                       |                       |                            |                            |                            |                            |                              |                              |                              |                              |                              |                              |                         |                         |                         |                         |                  |                  |                                |                                |                                |                                |                                |                                |                         |                         |                         |                         |                       |                       |                                  |                                  |                                  |                                  |                                  |                                  |                           |                           |                           |                           |  |  |  |  |  |  |  |  |  |  |  |  |
|                            |                            |                            |                            |                            |                            |  |  |                            |                            |                            |                            |                            |                            |  |  |                           |                           |                           |                           |                           |                           |                           |                           |                            |                            |                            |                            |                            |                            |                   |                   |                         |                         |                         |                         |                         |                         |               |               |                          |                          |                          |                          |                          |                          |  |  |                             |                             |                             |                             |                             |                             |  |  |                           |                           |                           |                           |                           |                           |                            |                            |                            |                            |                            |                            |                                    |                                    |                                    |                                    |                                    |                                    |                       |                       |                       |                       |                 |                 |                         |                         |                         |                         |                         |                         |                          |                          |                          |                          |                          |                          |                     |                     |  |  |                         |                         |                         |                         |                         |                         |                  |                  |                                 |                                 |                                 |                                 |                                 |                                 |                         |                         |                                |                                |                                |                                |                                |                                |                            |                            |                            |                            |                            |                            |                            |                            |                               |                               |                               |                               |                               |                               |                           |                           |                          |                          |                             |                             |                             |                             |                             |                             |                       |                       |                            |                            |                            |                            |                              |                              |                              |                              |                              |                              |                         |                         |                         |                         |                  |                  |                                |                                |                                |                                |                                |                                |                         |                         |                         |                         |                       |                       |                                  |                                  |                                  |                                  |                                  |                                  |                           |                           |                           |                           |  |  |  |  |  |  |  |  |  |  |  |  |
|                            |                            |                            |                            |                            |                            |  |  | Sirius Black (1960-1996)   | Sirius Black (1960-1996)   | Sirius Black (1960-1996)   | Sirius Black (1960-1996)   | Sirius Black (1960-1996)   | Sirius Black (1960-1996)   |  |  | Regulus Black (1961-1979) | Regulus Black (1961-1979) | Regulus Black (1961-1979) | Regulus Black (1961-1979) | Regulus Black (1961-1979) | Regulus Black (1961-1979) |                           |                           | Bill Weasley (1970)        | Bill Weasley (1970)        | Bill Weasley (1970)        | Bill Weasley (1970)        | Bill Weasley (1970)        | Bill Weasley (1970)        |                   |                   | Fleur Delacour (v.1977) | Fleur Delacour (v.1977) | Fleur Delacour (v.1977) | Fleur Delacour (v.1977) | Fleur Delacour (v.1977) | Fleur Delacour (v.1977) |               |               | Charlie Weasley (1972)   | Charlie Weasley (1972)   | Charlie Weasley (1972)   | Charlie Weasley (1972)   | Charlie Weasley (1972)   | Charlie Weasley (1972)   |  |  | Percy Weasley (1976)        | Percy Weasley (1976)        | Percy Weasley (1976)        | Percy Weasley (1976)        | Percy Weasley (1976)        | Percy Weasley (1976)        |  |  | Audrey (v.1976)           | Audrey (v.1976)           | Audrey (v.1976)           | Audrey (v.1976)           | Audrey (v.1976)           | Audrey (v.1976)           |                            |                            | Fred Weasley (1978-1998)   | Fred Weasley (1978-1998)   | Fred Weasley (1978-1998)   | Fred Weasley (1978-1998)   | Fred Weasley (1978-1998)           | Fred Weasley (1978-1998)           |                                    |                                    | George Weasley (1978)              | George Weasley (1978)              | George Weasley (1978) | George Weasley (1978) | George Weasley (1978) | George Weasley (1978) |                 |                 | Angelina Johnson (1977) | Angelina Johnson (1977) | Angelina Johnson (1977) | Angelina Johnson (1977) | Angelina Johnson (1977) | Angelina Johnson (1977) |                          |                          | Ron Weasley (1980)       | Ron Weasley (1980)       | Ron Weasley (1980)       | Ron Weasley (1980)       | Ron Weasley (1980)  | Ron Weasley (1980)  |  |  | Hermione Granger (1979) | Hermione Granger (1979) | Hermione Granger (1979) | Hermione Granger (1979) | Hermione Granger (1979) | Hermione Granger (1979) |                  |                  | Harry Potter (1980)             | Harry Potter (1980)             | Harry Potter (1980)             | Harry Potter (1980)             | Harry Potter (1980)             | Harry Potter (1980)             |                         |                         | Ginny Weasley (1981)           | Ginny Weasley (1981)           | Ginny Weasley (1981)           | Ginny Weasley (1981)           | Ginny Weasley (1981)           | Ginny Weasley (1981)           |                            |                            | Sirius Black (1960-1996)   | Sirius Black (1960-1996)   | Sirius Black (1960-1996)   | Sirius Black (1960-1996)   | Sirius Black (1960-1996)   | Sirius Black (1960-1996)   |                               |                               | Regulus Black (1961-1979)     | Regulus Black (1961-1979)     | Regulus Black (1961-1979)     | Regulus Black (1961-1979)     | Regulus Black (1961-1979) | Regulus Black (1961-1979) |                          |                          | Bellatrix Black (1951-1998) | Bellatrix Black (1951-1998) | Bellatrix Black (1951-1998) | Bellatrix Black (1951-1998) | Bellatrix Black (1951-1998) | Bellatrix Black (1951-1998) |                       |                       | Rodolphus Lestrange (1960) | Rodolphus Lestrange (1960) | Rodolphus Lestrange (1960) | Rodolphus Lestrange (1960) | Rodolphus Lestrange (1960)   | Rodolphus Lestrange (1960)   |                              |                              | Ted Tonks (?-1998)           | Ted Tonks (?-1998)           | Ted Tonks (?-1998)      | Ted Tonks (?-1998)      | Ted Tonks (?-1998)      | Ted Tonks (?-1998)      |                  |                  | Andromeda Black (1953)         | Andromeda Black (1953)         | Andromeda Black (1953)         | Andromeda Black (1953)         | Andromeda Black (1953)         | Andromeda Black (1953)         |                         |                         | Lucius Malefoy (1954)   | Lucius Malefoy (1954)   | Lucius Malefoy (1954) | Lucius Malefoy (1954) | Lucius Malefoy (1954)            | Lucius Malefoy (1954)            |                                  |                                  | Narcissa Black (1955)            | Narcissa Black (1955)            | Narcissa Black (1955)     | Narcissa Black (1955)     | Narcissa Black (1955)     | Narcissa Black (1955)     |  |  |  |  |  |  |  |  |  |  |  |  |
|                            |                            |                            |                            |                            |                            |  |  | Sirius Black (1960-1996)   | Sirius Black (1960-1996)   | Sirius Black (1960-1996)   | Sirius Black (1960-1996)   | Sirius Black (1960-1996)   | Sirius Black (1960-1996)   |  |  | Regulus Black (1961-1979) | Regulus Black (1961-1979) | Regulus Black (1961-1979) | Regulus Black (1961-1979) | Regulus Black (1961-1979) | Regulus Black (1961-1979) |                           |                           | Bill Weasley (1970)        | Bill Weasley (1970)        | Bill Weasley (1970)        | Bill Weasley (1970)        | Bill Weasley (1970)        | Bill Weasley (1970)        |                   |                   | Fleur Delacour (v.1977) | Fleur Delacour (v.1977) | Fleur Delacour (v.1977) | Fleur Delacour (v.1977) | Fleur Delacour (v.1977) | Fleur Delacour (v.1977) |               |               | Charlie Weasley (1972)   | Charlie Weasley (1972)   | Charlie Weasley (1972)   | Charlie Weasley (1972)   | Charlie Weasley (1972)   | Charlie Weasley (1972)   |  |  | Percy Weasley (1976)        | Percy Weasley (1976)        | Percy Weasley (1976)        | Percy Weasley (1976)        | Percy Weasley (1976)        | Percy Weasley (1976)        |  |  | Audrey (v.1976)           | Audrey (v.1976)           | Audrey (v.1976)           | Audrey (v.1976)           | Audrey (v.1976)           | Audrey (v.1976)           |                            |                            | Fred Weasley (1978-1998)   | Fred Weasley (1978-1998)   | Fred Weasley (1978-1998)   | Fred Weasley (1978-1998)   | Fred Weasley (1978-1998)           | Fred Weasley (1978-1998)           |                                    |                                    | George Weasley (1978)              | George Weasley (1978)              | George Weasley (1978) | George Weasley (1978) | George Weasley (1978) | George Weasley (1978) |                 |                 | Angelina Johnson (1977) | Angelina Johnson (1977) | Angelina Johnson (1977) | Angelina Johnson (1977) | Angelina Johnson (1977) | Angelina Johnson (1977) |                          |                          | Ron Weasley (1980)       | Ron Weasley (1980)       | Ron Weasley (1980)       | Ron Weasley (1980)       | Ron Weasley (1980)  | Ron Weasley (1980)  |  |  | Hermione Granger (1979) | Hermione Granger (1979) | Hermione Granger (1979) | Hermione Granger (1979) | Hermione Granger (1979) | Hermione Granger (1979) |                  |                  | Harry Potter (1980)             | Harry Potter (1980)             | Harry Potter (1980)             | Harry Potter (1980)             | Harry Potter (1980)             | Harry Potter (1980)             |                         |                         | Ginny Weasley (1981)           | Ginny Weasley (1981)           | Ginny Weasley (1981)           | Ginny Weasley (1981)           | Ginny Weasley (1981)           | Ginny Weasley (1981)           |                            |                            | Sirius Black (1960-1996)   | Sirius Black (1960-1996)   | Sirius Black (1960-1996)   | Sirius Black (1960-1996)   | Sirius Black (1960-1996)   | Sirius Black (1960-1996)   |                               |                               | Regulus Black (1961-1979)     | Regulus Black (1961-1979)     | Regulus Black (1961-1979)     | Regulus Black (1961-1979)     | Regulus Black (1961-1979) | Regulus Black (1961-1979) |                          |                          | Bellatrix Black (1951-1998) | Bellatrix Black (1951-1998) | Bellatrix Black (1951-1998) | Bellatrix Black (1951-1998) | Bellatrix Black (1951-1998) | Bellatrix Black (1951-1998) |                       |                       | Rodolphus Lestrange (1960) | Rodolphus Lestrange (1960) | Rodolphus Lestrange (1960) | Rodolphus Lestrange (1960) | Rodolphus Lestrange (1960)   | Rodolphus Lestrange (1960)   |                              |                              | Ted Tonks (?-1998)           | Ted Tonks (?-1998)           | Ted Tonks (?-1998)      | Ted Tonks (?-1998)      | Ted Tonks (?-1998)      | Ted Tonks (?-1998)      |                  |                  | Andromeda Black (1953)         | Andromeda Black (1953)         | Andromeda Black (1953)         | Andromeda Black (1953)         | Andromeda Black (1953)         | Andromeda Black (1953)         |                         |                         | Lucius Malefoy (1954)   | Lucius Malefoy (1954)   | Lucius Malefoy (1954) | Lucius Malefoy (1954) | Lucius Malefoy (1954)            | Lucius Malefoy (1954)            |                                  |                                  | Narcissa Black (1955)            | Narcissa Black (1955)            | Narcissa Black (1955)     | Narcissa Black (1955)     | Narcissa Black (1955)     | Narcissa Black (1955)     |  |  |  |  |  |  |  |  |  |  |  |  |
|                            |                            |                            |                            |                            |                            |  |  |                            |                            |                            |                            |                            |                            |  |  |                           |                           |                           |                           |                           |                           |                           |                           |                            |                            |                            |                            |                            |                            |                   |                   |                         |                         |                         |                         |                         |                         |               |               |                          |                          |                          |                          |                          |                          |  |  |                             |                             |                             |                             |                             |                             |  |  |                           |                           |                           |                           |                           |                           |                            |                            |                            |                            |                            |                            |                                    |                                    |                                    |                                    |                                    |                                    |                       |                       |                       |                       |                 |                 |                         |                         |                         |                         |                         |                         |                          |                          |                          |                          |                          |                          |                     |                     |  |  |                         |                         |                         |                         |                         |                         |                  |                  |                                 |                                 |                                 |                                 |                                 |                                 |                         |                         |                                |                                |                                |                                |                                |                                |                            |                            |                            |                            |                            |                            |                            |                            |                               |                               |                               |                               |                               |                               |                           |                           |                          |                          |                             |                             |                             |                             |                             |                             |                       |                       |                            |                            |                            |                            |                              |                              |                              |                              |                              |                              |                         |                         |                         |                         |                  |                  |                                |                                |                                |                                |                                |                                |                         |                         |                         |                         |                       |                       |                                  |                                  |                                  |                                  |                                  |                                  |                           |                           |                           |                           |  |  |  |  |  |  |  |  |  |  |  |  |
|                            |                            |                            |                            |                            |                            |  |  |                            |                            |                            |                            |                            |                            |  |  |                           |                           |                           |                           |                           |                           |                           |                           |                            |                            |                            |                            |                            |                            |                   |                   |                         |                         |                         |                         |                         |                         |               |               |                          |                          |                          |                          |                          |                          |  |  |                             |                             |                             |                             |                             |                             |  |  |                           |                           |                           |                           |                           |                           |                            |                            |                            |                            |                            |                            |                                    |                                    |                                    |                                    |                                    |                                    |                       |                       |                       |                       |                 |                 |                         |                         |                         |                         |                         |                         |                          |                          |                          |                          |                          |                          |                     |                     |  |  |                         |                         |                         |                         |                         |                         |                  |                  |                                 |                                 |                                 |                                 |                                 |                                 |                         |                         |                                |                                |                                |                                |                                |                                |                            |                            |                            |                            |                            |                            |                            |                            |                               |                               |                               |                               |                               |                               |                           |                           |                          |                          |                             |                             |                             |                             |                             |                             |                       |                       |                            |                            |                            |                            |                              |                              |                              |                              |                              |                              |                         |                         |                         |                         |                  |                  |                                |                                |                                |                                |                                |                                |                         |                         |                         |                         |                       |                       |                                  |                                  |                                  |                                  |                                  |                                  |                           |                           |                           |                           |  |  |  |  |  |  |  |  |  |  |  |  |
|                            |                            |                            |                            |                            |                            |  |  |                            |                            |                            |                            |                            |                            |  |  |                           |                           |                           |                           | Victoire Weasley (v.2000) | Victoire Weasley (v.2000) | Victoire Weasley (v.2000) | Victoire Weasley (v.2000) | Victoire Weasley (v.2000)  | Victoire Weasley (v.2000)  |                            |                            | Dominique Weasley          | Dominique Weasley          | Dominique Weasley | Dominique Weasley | Dominique Weasley       | Dominique Weasley       |                         |                         | Louis Weasley           | Louis Weasley           | Louis Weasley | Louis Weasley | Louis Weasley            | Louis Weasley            |                          |                          |                          |                          |  |  | Lucy Weasley                | Lucy Weasley                | Lucy Weasley                | Lucy Weasley                | Lucy Weasley                | Lucy Weasley                |  |  | Molly Weasley             | Molly Weasley             | Molly Weasley             | Molly Weasley             | Molly Weasley             | Molly Weasley             |                            |                            |                            |                            |                            |                            |                                    |                                    |                                    |                                    | Fred Weasley                       | Fred Weasley                       | Fred Weasley          | Fred Weasley          | Fred Weasley          | Fred Weasley          |                 |                 | Roxane Weasley          | Roxane Weasley          | Roxane Weasley          | Roxane Weasley          | Roxane Weasley          | Roxane Weasley          |                          |                          | Rose Weasley (2006)      | Rose Weasley (2006)      | Rose Weasley (2006)      | Rose Weasley (2006)      | Rose Weasley (2006) | Rose Weasley (2006) |  |  | Hugo Weasley (2008)     | Hugo Weasley (2008)     | Hugo Weasley (2008)     | Hugo Weasley (2008)     | Hugo Weasley (2008)     | Hugo Weasley (2008)     |                  |                  | James (,Sirius) Potter (v.2005) | James (,Sirius) Potter (v.2005) | James (,Sirius) Potter (v.2005) | James (,Sirius) Potter (v.2005) | James (,Sirius) Potter (v.2005) | James (,Sirius) Potter (v.2005) |                         |                         | Albus (,Severus) Potter (2006) | Albus (,Severus) Potter (2006) | Albus (,Severus) Potter (2006) | Albus (,Severus) Potter (2006) | Albus (,Severus) Potter (2006) | Albus (,Severus) Potter (2006) |                            |                            | Lily (,Luna) Potter (2008) | Lily (,Luna) Potter (2008) | Lily (,Luna) Potter (2008) | Lily (,Luna) Potter (2008) | Lily (,Luna) Potter (2008) | Lily (,Luna) Potter (2008) |                               |                               |                               |                               |                               |                               |                           |                           |                          |                          |                             |                             |                             |                             |                             |                             |                       |                       |                            |                            |                            |                            |                              |                              |                              |                              | Remus Lupin (1960-1998)      | Remus Lupin (1960-1998)      | Remus Lupin (1960-1998) | Remus Lupin (1960-1998) | Remus Lupin (1960-1998) | Remus Lupin (1960-1998) |                  |                  | Nymphadora Tonks (v.1974-1998) | Nymphadora Tonks (v.1974-1998) | Nymphadora Tonks (v.1974-1998) | Nymphadora Tonks (v.1974-1998) | Nymphadora Tonks (v.1974-1998) | Nymphadora Tonks (v.1974-1998) |                         |                         | Drago Malefoy (1980)    | Drago Malefoy (1980)    | Drago Malefoy (1980)  | Drago Malefoy (1980)  | Drago Malefoy (1980)             | Drago Malefoy (1980)             |                                  |                                  | Astoria Greengrass (1982)        | Astoria Greengrass (1982)        | Astoria Greengrass (1982) | Astoria Greengrass (1982) | Astoria Greengrass (1982) | Astoria Greengrass (1982) |  |  |  |  |  |  |  |  |  |  |  |  |
|                            |                            |                            |                            |                            |                            |  |  |                            |                            |                            |                            |                            |                            |  |  |                           |                           |                           |                           | Victoire Weasley (v.2000) | Victoire Weasley (v.2000) | Victoire Weasley (v.2000) | Victoire Weasley (v.2000) | Victoire Weasley (v.2000)  | Victoire Weasley (v.2000)  |                            |                            | Dominique Weasley          | Dominique Weasley          | Dominique Weasley | Dominique Weasley | Dominique Weasley       | Dominique Weasley       |                         |                         | Louis Weasley           | Louis Weasley           | Louis Weasley | Louis Weasley | Louis Weasley            | Louis Weasley            |                          |                          |                          |                          |  |  | Lucy Weasley                | Lucy Weasley                | Lucy Weasley                | Lucy Weasley                | Lucy Weasley                | Lucy Weasley                |  |  | Molly Weasley             | Molly Weasley             | Molly Weasley             | Molly Weasley             | Molly Weasley             | Molly Weasley             |                            |                            |                            |                            |                            |                            |                                    |                                    |                                    |                                    | Fred Weasley                       | Fred Weasley                       | Fred Weasley          | Fred Weasley          | Fred Weasley          | Fred Weasley          |                 |                 | Roxane Weasley          | Roxane Weasley          | Roxane Weasley          | Roxane Weasley          | Roxane Weasley          | Roxane Weasley          |                          |                          | Rose Weasley (2006)      | Rose Weasley (2006)      | Rose Weasley (2006)      | Rose Weasley (2006)      | Rose Weasley (2006) | Rose Weasley (2006) |  |  | Hugo Weasley (2008)     | Hugo Weasley (2008)     | Hugo Weasley (2008)     | Hugo Weasley (2008)     | Hugo Weasley (2008)     | Hugo Weasley (2008)     |                  |                  | James (,Sirius) Potter (v.2005) | James (,Sirius) Potter (v.2005) | James (,Sirius) Potter (v.2005) | James (,Sirius) Potter (v.2005) | James (,Sirius) Potter (v.2005) | James (,Sirius) Potter (v.2005) |                         |                         | Albus (,Severus) Potter (2006) | Albus (,Severus) Potter (2006) | Albus (,Severus) Potter (2006) | Albus (,Severus) Potter (2006) | Albus (,Severus) Potter (2006) | Albus (,Severus) Potter (2006) |                            |                            | Lily (,Luna) Potter (2008) | Lily (,Luna) Potter (2008) | Lily (,Luna) Potter (2008) | Lily (,Luna) Potter (2008) | Lily (,Luna) Potter (2008) | Lily (,Luna) Potter (2008) |                               |                               |                               |                               |                               |                               |                           |                           |                          |                          |                             |                             |                             |                             |                             |                             |                       |                       |                            |                            |                            |                            |                              |                              |                              |                              | Remus Lupin (1960-1998)      | Remus Lupin (1960-1998)      | Remus Lupin (1960-1998) | Remus Lupin (1960-1998) | Remus Lupin (1960-1998) | Remus Lupin (1960-1998) |                  |                  | Nymphadora Tonks (v.1974-1998) | Nymphadora Tonks (v.1974-1998) | Nymphadora Tonks (v.1974-1998) | Nymphadora Tonks (v.1974-1998) | Nymphadora Tonks (v.1974-1998) | Nymphadora Tonks (v.1974-1998) |                         |                         | Drago Malefoy (1980)    | Drago Malefoy (1980)    | Drago Malefoy (1980)  | Drago Malefoy (1980)  | Drago Malefoy (1980)             | Drago Malefoy (1980)             |                                  |                                  | Astoria Greengrass (1982)        | Astoria Greengrass (1982)        | Astoria Greengrass (1982) | Astoria Greengrass (1982) | Astoria Greengrass (1982) | Astoria Greengrass (1982) |  |  |  |  |  |  |  |  |  |  |  |  |
|                            |                            |                            |                            |                            |                            |  |  |                            |                            |                            |                            |                            |                            |  |  |                           |                           |                           |                           |                           |                           |                           |                           |                            |                            |                            |                            |                            |                            |                   |                   |                         |                         |                         |                         |                         |                         |               |               |                          |                          |                          |                          |                          |                          |  |  |                             |                             |                             |                             |                             |                             |  |  |                           |                           |                           |                           |                           |                           |                            |                            |                            |                            |                            |                            |                                    |                                    |                                    |                                    |                                    |                                    |                       |                       |                       |                       |                 |                 |                         |                         |                         |                         |                         |                         |                          |                          |                          |                          |                          |                          |                     |                     |  |  |                         |                         |                         |                         |                         |                         |                  |                  |                                 |                                 |                                 |                                 |                                 |                                 |                         |                         |                                |                                |                                |                                |                                |                                |                            |                            |                            |                            |                            |                            |                            |                            |                               |                               |                               |                               |                               |                               |                           |                           |                          |                          |                             |                             |                             |                             |                             |                             |                       |                       |                            |                            |                            |                            |                              |                              |                              |                              |                              |                              |                         |                         |                         |                         |                  |                  |                                |                                |                                |                                |                                |                                |                         |                         |                         |                         |                       |                       |                                  |                                  |                                  |                                  |                                  |                                  |                           |                           |                           |                           |  |  |  |  |  |  |  |  |  |  |  |  |
|                            |                            |                            |                            |                            |                            |  |  |                            |                            |                            |                            |                            |                            |  |  |                           |                           |                           |                           |                           |                           |                           |                           |                            |                            |                            |                            |                            |                            |                   |                   |                         |                         |                         |                         |                         |                         |               |               |                          |                          |                          |                          |                          |                          |  |  |                             |                             |                             |                             |                             |                             |  |  |                           |                           |                           |                           |                           |                           |                            |                            |                            |                            |                            |                            |                                    |                                    |                                    |                                    |                                    |                                    |                       |                       |                       |                       |                 |                 |                         |                         |                         |                         |                         |                         |                          |                          |                          |                          |                          |                          |                     |                     |  |  |                         |                         |                         |                         |                         |                         |                  |                  |                                 |                                 |                                 |                                 |                                 |                                 |                         |                         |                                |                                |                                |                                |                                |                                |                            |                            |                            |                            |                            |                            |                            |                            |                               |                               |                               |                               |                               |                               |                           |                           |                          |                          |                             |                             |                             |                             |                             |                             |                       |                       |                            |                            |                            |                            |                              |                              |                              |                              |                              |                              |                         |                         | Ted Lupin (1998)        | Ted Lupin (1998)        | Ted Lupin (1998) | Ted Lupin (1998) | Ted Lupin (1998)               | Ted Lupin (1998)               |                                |                                |                                |                                |                         |                         |                         |                         |                       |                       | Scorpius Hyperion Malefoy (2006) | Scorpius Hyperion Malefoy (2006) | Scorpius Hyperion Malefoy (2006) | Scorpius Hyperion Malefoy (2006) | Scorpius Hyperion Malefoy (2006) | Scorpius Hyperion Malefoy (2006) |                           |                           |                           |                           |  |  |  |  |  |  |  |  |  |  |  |  |

## Adaptation

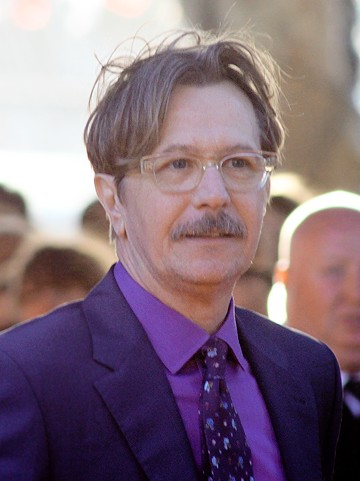
Gary Oldman interprète Sirius Black dans les films Harry Potter.

Le personnage de Sirius Black est interprété dans les 3e, 4e, 5e et 8e films par l'acteur britannique Gary Oldman. Dans les scènes des souvenirs de Severus Rogue, le personnage adolescent est joué par James Walter (Harry Potter et l'Ordre du Phénix).
- Harry Potter et le Prisonnier d'Azkaban (Alfonso Cuarón, 2004) avec Gary Oldman.
- Harry Potter et la Coupe de feu (Mike Newell, 2005) avec Gary Oldman.
- Harry Potter et l'Ordre du Phénix (David Yates, 2007) avec Gary Oldman et James Walter (17 ans).
- Harry Potter et les Reliques de la Mort, partie 2 (David Yates, 2011) avec Gary Oldman et Rohan Gotobed (enfant).